# Айкидо Айкикай
Айкикай — оригинальная школа айкидо. Её изучением, поддержкой и популяризацией занимается Фонд Айкикай — организация, в создании которой принимал частичное участие Морихэй Уэсиба и официально признанная зарегистрированная в Японии в 1948 году.
На протяжении нескольких десятков лет самим О-Сэнсэем понимание айкидо как боевого искусства существенно переосмысливалось. Это привело к тому, что некоторые из его учеников основали собственные направления, которые отражали именно то айкидо, которое их Учитель преподавал в тот или иной период своей жизни. Многие стили айкидо были созданы мастерами,  не обучавшимися у Уэсибы, как во время его жизни, так и после его смерти. Поскольку Фонд Айкикай организовал непосредственно сын Уэсиба, который до своей смерти и возглавлял его, то Айкидо Айкикай считается официальным наследником этого боевого искусства и максимально приближён именно к тому айкидо, которое Уэсиба преподавал в свои последние годы.

## Хомбу Додзё

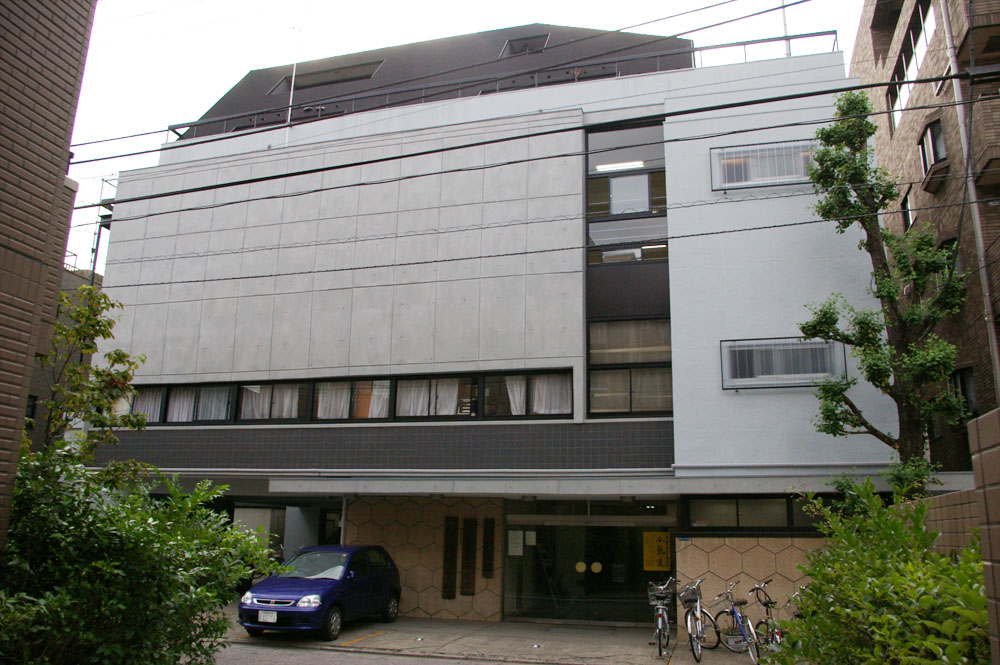
Здание Хомбу Додзё.

Головная организация Фонда Айкикай, Всемирная штаб-квартира (Хомбу Додзё), находится в Токио по адресу: 17-18 Вакамацу-тё, Синдзюку-ку. Инструкторы Хомбу Додзё, занимающиеся популяризацией в мире и развитием Айкидо, направляются в страны Северной и Южной Америки, Европы, Африки и Азии. Независимо от расовой и национальной принадлежности, во всём мире занимается более 1,2 млн человек из 80 стран, и с каждым годом их количество увеличивается.
В 1967 году первоначальное деревянное здание Хомбу Додзё перестроили в современное. Новое 4-этажное здание включает в себя 3 отдельных зала для тренировок, насчитывающих 250 татами (500 м2). Сюда приезжают айкидоки со всего мира, чтобы повысить своё мастерство. Тренировки с раннего утра и до позднего вечера (6:30—20:00) проводятся самим Досю и ведущими инструкторами Хомбу Додзё. Имеются специальные классы для девушек и для детей. На базе Академии Айкидо (Айкидо гакко), имеющей лицензию на деятельность, связанной с образованием, проводятся специальные курсы обучения по 4 уровням, также проводятся зимние (кан-гэйко) и летние (сётю-гэйко) интенсивы для всех желающих после получения допуска.

### Инструкторы Хомбу Додзё

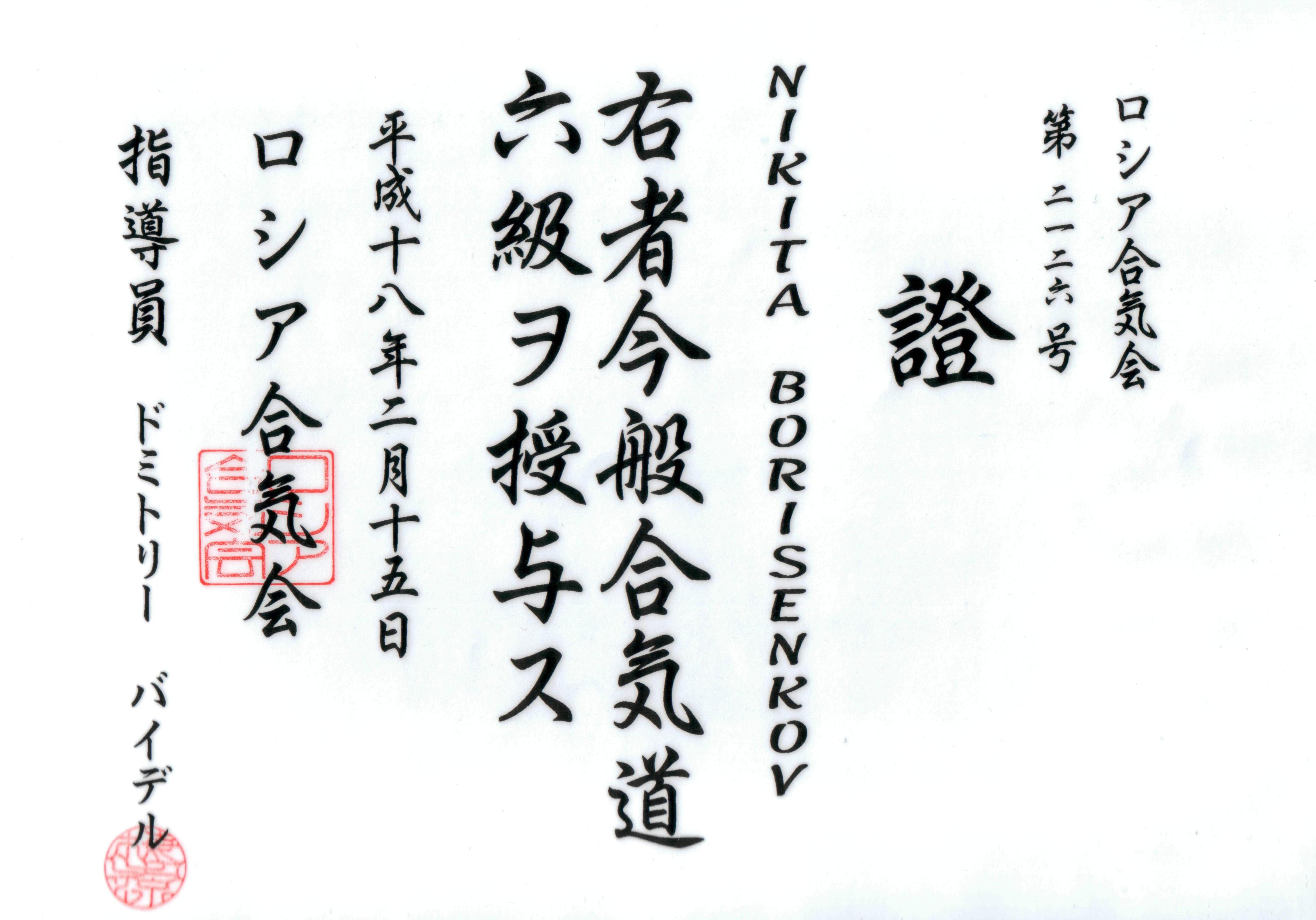
Образец диплома Айкидо Айкикай

### Досю
Досю (яп. 道主 До:сю:, Мастер Пути) — глава Федерации Айкидо Айкикай. Титул передаётся по наследству от отца к сыну.
| Досю                     | с              | до                 | Имя              | Фото |
| ------------------------ | -------------- | ------------------ | ---------------- | ---- |
| Кайсо (開祖, основатель) | 1940           | 26 апреля 1969     | Морихэй Уэсиба   |      |
| Второй досю (二代道主)   | 26 апреля 1969 | 4 января 1999      | Киссёмару Уэсиба |      |
| Третий досю (三代道主)   | 4 января 1999  | по настоящее время | Моритэру Уэсиба  |      |

### Инструкторы Хомбу Додзё[2]
| Имя              | Титул    | Дан |
| ---------------- | -------- | --- |
| Мицутэру Уэсиба  | додзё-тё |     |
| Хироси Тада      | сихан    | 9   |
| Масатакэ Фудзита | сихан    | 8   |
| Сэйдзюро Масуда  | сихан    | 8   |
| Сэйсиро Эндо     | сихан    | 8   |
| Масатоси Ясуно   | сихан    | 8   |
| Сёдзи Сэки       | сихан    | 8   |
| Цурудзо Миямото  | сихан    | 8   |
| Коити Ториуми    | сихан    | 7   |
| Ёсиаки Ёкота     | сихан    | 8   |

| Имя                | Титул | Дан |
| ------------------ | ----- | --- |
| Хаято Осава        | сихан | 8   |
| Юкимицу Кобаяси    | сихан | 7   |
| Сигэру Сугавара    | сихан | 7   |
| Таканори Курибаяси | сихан | 7   |
| Такэси Канадзава   | сихан | 7   |
| Марико Такамидзо   | сихан | 6   |
| Хироси Фудзимаки   | сихан | 6   |
| Ёсинобу Ириэ       | сихан | 6   |
| Томохиро Мори      | сихан | 7   |
| Хироюки Сакурай    | сихан | 6   |

| Имя             | Титул  | Дан |
| --------------- | ------ | --- |
| Эйдзи Кацурада  | сихан  | 6   |
| Макото Ито      | сихан  | 6   |
| Хироюки Намба   | сидоин | 5   |
| Тэйдзю Сасаки   | сидоин | 5   |
| Тосио Судзуки   | сидоин | 6   |
| Кодзиро Судзуки | сидоин | 4   |
| Юити Кодани     | сидоин | 4   |
| Юдзи Ояма       | сидоин | 3   |
| Наото Утида     | сидоин | 3   |
| Тэрумаса Хино   | сидоин | 3   |

## Система рангов
Система рангов в айкидо, как и в других японских боевых искусствах, состоит из ученических (кю) и мастерских (дан) степеней. Ученических степеней 6 (с 6 по 1 кю),  в детских группах могут присваивать с 12 по 1 кю и разрешают носить  цветные пояса, установленые локально. Во взрослых группах классического айкидо носят белый пояс и черный для обладателей дан. Для получения очередной ученической степени айкидока должен добросовестно посещать тренировки в течение 2—6 месяцев и сдать экзамен, показав хороший уровень владения техниками. Обычно экзамены проводятся один-два раза в год. Даны присваиваются с 1 по 4 по результатам экзаменов. С 5 по 8 за результаты деятельности в структуре айкидо. 8 дан практически не присваивают не инструкторам (к примеру С. Сигал до сих обладатель 7 дана, который получил в 2000 году. Но ему не присвоили из-за возбужденных уголовных дел за харассмент). 9 и 10 дан фактически перестали присваивать с приходом 2 досю в 69 году (ложь, поскольку и Тада Х., и Сайто М., и Окумура С., и Арикава С., и Сирата Р., и Осава К., и прочим 9-10 даны были присвоены именно Нидай Досю, УЭСИБА Киссёмару). Г.  Сиоде был присвоен 10 дан посмертно (эта степень была присвоена IMAF,  не Айкикай). 9 дан он сдавал в 1961г. лично О-сэнсэю. Также в айкидо не присваивают высшую инструкторскую категорию ханси (как и кёси, и рэнси). В последнее время перестали присваивать и младшую категорию - фукусидоин (ложь, ассистенты инструктора до сих пор получают такой ранг). Инструкторам сразу присваивается категория сидоин.
В таблице приведены адаптированные для России сроки сдачи экзаменов на дан, так как в Хомбу Додзё срок, прошедший после сдачи предыдущего экзамена, может быть меньше, а возрастной ценз ниже.
| ранг     | название | звание     | минимальный возраст | минимальное время после предыдущего экзамена | условие получения                                                                      |
| -------- | -------- | ---------- | ------------------- | -------------------------------------------- | -------------------------------------------------------------------------------------- |
| досю     |          |            |                     |                                              | присуждается главе Айкидо Айкикай                                                      |
| 10-й дан | дзю-дан  | сихан      |                     |                                              | присуждается только решением Фонда Айкикай                                             |
| 9-й дан  | ку-дан   | сихан      |                     |                                              | образцовая техника и духовные качества                                                 |
| 8-й дан  | хати-дан | сихан      |                     | 15 лет после 7 дана                          | за особые заслуги и реальный вклад в популяризацию                                     |
| 7-й дан  | нана-дан | сихан      |                     | 12 лет после 6 дана                          | исключительная техника или собственная методика                                        |
| 6-й дан  | року-дан | сихан      |                     | 6 лет после 5 дана                           | развитие айкидо в национальном масштабе                                                |
| 5-й дан  | го-дан   | сидоин     |                     | 5 лет после 4 дана                           | развитие айкидо в региональном масштабе                                                |
| 4-й дан  | ён-дан   | сидоин     | 25 лет              | 4 года после 3 дана                          | свободная техника (дзию-вадза), написание эссе                                         |
| 3-й дан  | сан-дан  | фукусидоин | 21 год              | 3 года после 2 дана                          | знание всех разделов базовой техники, включая технику с и против оружия, и каэси-вадза |
| 2-й дан  | ни-дан   | фукусидоин | 18 лет              | 2 года после 1 дана                          | знание вариативной техники, написание статьи об айкидо, техника против ножа            |
| 1-й дан  | сё-дан   |            | 15 лет              | 1 год после 1 кю                             | знание базовой техники без оружия                                                      |

## Айкидо Айкикай в России
Помимо Федерации Айкидо Айкикай России (ФААР) существуют и другие российские подразделения Айкикай, или развивающие данное направление, или  имеющие официальное признание Хомбу-додзё в России, но отнюдь не являющиеся филиалами ни Хомбу-додзё, ни Фонда Айкикай.